# Anton Lehmann
Anton Lehmann (13. července 1826 Jablonné v Podještědí – 20. března 1906 Jablonné v Podještědí) byl rakouský politik německé národnosti z Čech, poslanec Českého zemského sněmu a starosta Jablonného v Podještědí.

## Biografie
Působil jako měšťan a hostinský v Jablonném. Od roku 1872 zastával post okresního starosty. Roku 1873 se stal starostou města Jablonné. Byl členem zemské subkomise pro vyměření pozemkové daně. Od roku 1877 působil i jako člen okresní školní rady. Byl členem městského ostrostřeleckého sboru. Funkci starosty zastával po 12 let, v městské radě zasedal po dobu 30 let a okresním starostou byl 23 let (členem okresního zastupitelstva po 40 let). Zasloužil se o rozvoj školství a hasičstva.
V 70. letech se zapojil i do vysoké politiky. V zemských volbách v roce 1872 byl zvolen na Český zemský sněm, kde zastupoval kurii venkovských obcí, obvod Jablonné, Chrastava. Mandát obhájil ve volbách v roce 1878. Rezignoval roku 1880. Na sněmu ho nahradil Wenzel Teubner.
Zemřel v březnu 1906 ve věku 79 let.